# Idaea rotundopennata
Idaea rotundopennata är en fjärilsart som beskrevs av Alpheus Spring Packard 1876. Idaea rotundopennata ingår i släktet Idaea och familjen mätare. Inga underarter finns listade i Catalogue of Life.